# Drzewica
Drzewica è un comune urbano-rurale polacco del distretto di Opoczno, nel voivodato di Łódź.
Ricopre una superficie di 118,42 km² e nel 2004 contava 11 157 abitanti.